# Рјота Мориваки
Рјота Мориваки (јап. 森脇 良太; 6. април 1986) јапански је фудбалер.

## Каријера
Током каријере је играо за Санфрече Хирошима, Ехиме и Урава Ред Дајмондс.

## Репрезентација
За репрезентацију Јапана дебитовао је 2011. године. За тај тим је одиграо 3 утакмица.

## Статистика
| Јапан  | Јапан   | Јапан  |
| Година | Наступи | Голови |
| ------ | ------- | ------ |
| 2011.  | 1       | 0      |
| 2012.  | 1       | 0      |
| 2013.  | 1       | 0      |
| Укупно | 3       | 0      |